# La rosa tatuata (film)
La rosa tatuata (The Rose Tattoo) è un film del 1955 diretto da Daniel Mann, tratta dall'omonimo dramma di Tennessee Williams.

## Trama
Serafina Delle Rose è la devota moglie di Rosario, un camionista che col carico trasporta anche droga. Un giorno bussa alla porta Estella Hohengarten, una donna che chiede a Serafina di confezionare per l'uomo che ama una camicia di tessuto pregiato; Serafina ignora che la donna è l'amante di suo marito, il quale ascolta di nascosto la loro conversazione. Non appena la donna esce, Rosario si precipita a inseguirla col suo camion ma questi è sorvegliato dalla polizia, a conoscenza dei suoi trasporti di contrabbando che è solito caricare al club Mardi Gras, di proprietà di Estella, e, durante l'inseguimento, il camion sbanda ed esce di strada incendiandosi e nell'incidente Rosario trova la morte.
Serafina si chiude nel suo dolore e vorrebbe impedire alla figlia Rosa ogni contatto col mondo esterno, ad eccezione della scuola, di cui critica apertamente le feste dove i ragazzi sono invogliati ad una promiscuità che non approva, ma, tempo dopo, la donna conosce casualmente Alvaro Mangiacavallo, come lei emigrante siciliano e di mestiere camionista come Rosario. All'inizio Serafina è divisa tra la fedeltà alla memoria del defunto marito e l'interesse nascente per Alvaro. Ma tra scherni e pettegolezzi delle vicine di casa, Serafina scopre tutta la verità circa il mestiere del marito e la sua ex amante.
A metà strada tra lo sbigottimento e il vivo desiderio di difendere da un'accusa infamante l'onore e la memoria del defunto, accetta la realtà e, durante uno sfogo, spezza l'urna contenente le ceneri del marito, segno che si è come disancorata da un passato insostenibile. Nel frattempo, dà il proprio consenso alle nozze della figlia con un ragazzo di cui prova serietà e fede cattolica e, finalmente libera, accetta le attenzioni di Alvaro.

## Produzione
Tennessee Williams aveva scritto La rosa tatuata espressamente come lavoro teatrale per Anna Magnani, ma l'attrice non conosceva abbastanza l'inglese, da poterlo interpretare in teatro. Fu così che il drammaturgo si convinse a cedere i diritti per la realizzazione di un film, ma pose al produttore due condizioni: assegnare la parte di protagonista femminile alla Magnani e realizzare egli stesso la sceneggiatura. Per coprire i rischi sul mercato, fu scelto come protagonista maschile un attore di successo come Burt Lancaster, che garantì buoni incassi al film e fu comunque gradito ai critici.
Per la versione italiana del film, la Magnani si auto-doppiò.

## Riconoscimenti
- 1956 - Premio Oscar
  - Miglior attrice protagonista a Anna Magnani
  - Migliore fotografia a James Wong Howe
  - Migliore scenografia a Hal Pereira, Tambi Larsen, Sam Comer e Arthur Krams
  - Candidatura Miglior film a Hal B. Wallis
  - Candidatura Miglior attrice non protagonista a Marisa Pavan
  - Candidatura Migliori costumi a Edith Head
  - Candidatura Miglior montaggio a Warren Low
  - Candidatura Miglior colonna sonora a Alex North
- 1956 - Golden Globe
  - Miglior attrice in un film drammatico a Anna Magnani
  - Miglior attrice non protagonista a Marisa Pavan
- 1957 - Premio BAFTA
  - Miglior attrice internazionale a Anna Magnani
  - Candidatura Miglior attrice internazionale a Marisa Pavan
- 1955 - National Board of Review Award
  - Migliori dieci film
  - Miglior attrice protagonista a Anna Magnani
- 1956 - Directors Guild of America
  - Candidatura DGA Award a Daniel Mann
- 1955 - New York Film Critics Circle Award
  - Miglior attrice protagonista a Anna Magnani